# Hoplophoropyga crocea
Hoplophoropyga crocea är en kackerlacksart som beskrevs av Karlis Princis 1963. Hoplophoropyga crocea ingår i släktet Hoplophoropyga och familjen småkackerlackor. Inga underarter finns listade i Catalogue of Life.